# Marjorie Chibnall
Marjorie MacCallum Chibnall (* als Marjorie McCallum Morgan 27. September 1915 in Preston bei Shrewsbury in Shropshire; † 23. Juni 2012 in Sheffield) war eine englische Historikerin, Mediävistin und Übersetzerin aus dem Lateinischen. Sie war ermeritierter Fellow der Clare Hall und Honorarprofessorin am Girton College an der Universität Cambridge. Zuvor lehrte sie an der University of Southampton und der University of Aberdeen und war wissenschaftliche Mitarbeiterin an der Universität Oxford (Lady Margaret Hall). 1978 wurde sie Mitglied (Fellow) der British Academy.
Marjorie Chibnall arbeitete vor allem über das normannische England, ihr Hauptwerk ist die Übersetzung von Ordericus Vitalis’ Historia Ecclesiastica ins Englische.
Sie war mit dem Biochemiker Albert Chibnall verheiratet, der sich auch als Historiker betätigte. Mit ihm hatte sie einen Sohn und eine Tochter.

## Bibliographie (Auswahl)
- als Herausgeberin: Select Documents of the English lands of the Abbey of Bec (= Royal Historical Society. Camden Third Series. Bd. 73, ISSN 2042-1699). Royal Historical Society, London 1951, online.
- als Herausgeberin und Übersetzerin: John of Salisbury’s Memoirs of the Papal Court. Translated from the Latin with Introduction and Notes. Nelson, London u. a. 1956 (Später als: The Historia Pontificalis of John of Salisbury. Reprinted with corrections. Clarendon Press, Oxford 1986, ISBN 0-19-822275-0).
- als Herausgeberin und Übersetzerin: The Ecclesiastical History of Orderic Vitalis. 6 Bände. Clarendon Press, Oxford u. a. 1968–1980.
- als Herausgeberin: Charters and Custumals of the Abbey of Holy Trinity, Caen (= Records of Social and Economic History. NS Bd. 5). Band 1. Oxford University Press, London 1982, ISBN 0-19-726009-8.
- The World of Orderic Vitalis. Clarendon Press, Oxford 1984, ISBN 0-19-821937-7.
- Anglo-Norman England 1066–1166. Blackwell, Oxford u. a. 1986, ISBN 0-631-13234-1.
- Empress Matilda. Queen Consort, Queen Mother and Lady of the English. Blackwell, Oxford u. a. 1991, ISBN 0-631-15737-9.
- als Herausgeberin und Übersetzerin mit Leslie Watkiss: The Waltham Chronicle. An Account of the Discovery of Our Holy Cross at Montacute and its Conveyance to Waltham. Clarendon Press, Oxford 1994, ISBN 0-19-822164-9.
- als Herausgeberin und Übersetzerin mit Ralph H. C. Davis: The Gesta Gvillelmi of William of Poitiers. Clarendon Press u. a., Oxford u. a. 1998, ISBN 0-19-820553-8.
- The Debate on the Norman Conquest. Manchester University Press, Manchester u. a. 1999, ISBN 0-7190-4912-1.
- Piety, Power and History in Medieval England and Normandy (= Variorum collected Studies Series. Bd. 683). Ashgate, Aldershot u. a. 2000, ISBN 0-86078-821-0.
- The Normans. Blackwell, Oxford u. a. 2000, ISBN 0-631-18671-9.